# Vattaro
Vattaro é uma comuna italiana da região do Trentino-Alto Ádige, província de Trento, com cerca de 1.024 habitantes. Estende-se por uma área de 8 km², tendo uma densidade populacional de 128 hab/km². Faz fronteira com Bosentino, Calceranica al Lago, Centa San Nicolò, Besenello, Vigolo Vattaro.